# آدو اونایو
آدو اونایو (انگلیسی: Ado Onaiwu؛ زادهٔ ۸ نوامبر ۱۹۹۵) بازیکن فوتبال اهل ژاپن است.
از باشگاه‌هایی که در آن بازی کرده‌است می‌توان به باشگاه فوتبال جف یونایتد ایچیهارا چیبا اشاره کرد.
وی همچنین در تیم ملی فوتبال زیر ۲۳ سال ژاپن بازی کرده‌است.
قهرمانی جام حذفی فوتبال فرانسه به همراه باشگاه فوتبال تولوز